# 1110 w polityce

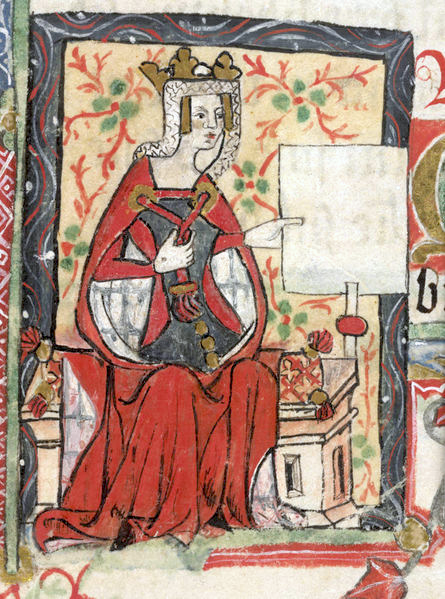
Cesarzowa Matylda

Wydarzenia polityczne w 1110 roku.

## Wydarzenia
- Henryk V Salicki zaręczył się z Matyldą, córką króla Anglii Henryka I Beauclerca[1].
- Bolesław III Krzywousty najechał Czechy[2].

## Zmarli
- Eliasz I, hrabia Maine[3].